# Стокова борса
Стоковата борса e борса, където се търгуват стоки и финансови деривати.
Повечето стокови пазари по света търгуват със селскостопански продукти и други суровини (като жито, ечемик, захар, царевица, памук, какао, кафе, млечни продукти, олио, метали и т.н.) и контрактуват на базата на тях.
Спекулантите и инвеститорите също така купуват и продават фючърсни договори в опит да направят печалба или да осигурят ликвидност на системата. Заради ливъриджа, даван при този обмен на търговците, участниците в тази търговия на стокови фючърси могат да се изправят пред сериозен спекулативен риск.